# Massimo Bonini
Massimo Bonini (San Marino, 13 oktober 1959) is een voormalig San Marinees voetballer. In zijn carrière won Bonini vele grote prijzen, waaronder de Europacup I, de Europese Supercup, de Wereldbeker, de Coppa Italia en het Italiaans landskampioenschap. In 1995 zette hij een punt achter zijn loopbaan, waarna hij korte tijd bondscoach was van San Marino.

## Clubvoetbal

### Juventus FC
Tussen 1981 en 1988 was Bonini speler van Juventus. Hier speelde hij onder meer samen met Gaetano Scirea, Michel Platini, Marco Tardelli en Zbigniew Boniek onder leiding van de trainer Giovanni Trapattoni. Met de Bianconeri was Bonini tijdens de jaren tachtig uiterst succesvol. In deze periode speelde hij 296 wedstrijden en scoorde hij zes keer. Hij won met Juventus drie landskampioenschappen, de Italiaanse beker, de Europacup I, de Europacup II, de Europese Supercup en de Wereldbeker. Hij werd hiermee de eerste en enige voetballer uit San Marino die een Europacup won.

## Interlands

### Italië –21
Na goed te hebben gepresteerd bij AC Cesena, werd Bonini in 1980 voor het eerst opgeroepen om te spelen voor Italië –21. Dit was mogelijk omdat San Marino onder de FIFA-regels onder Italië viel. De jonge middenvelder zou van 1980 tot 1983 uiteindelijk negen jeugdinterlands spelen. Ondanks zijn successen bij Juventus bleef een overstap naar de hoofdmacht van Italië uit.

### San Marino
Zijn debuut als international liet een tijd op zich wachten, omdat San Marino tot 1990 geen lid was van de FIFA en de UEFA en dus uitgesloten werd van deelname aan het WK en het EK. Omdat de interlandcarrière van Bonini voor Italië geen vervolg meer kreeg na de negen jeugdinterlands voor Italië -21, mocht hij nog uitkomen voor San Marino. In 1990 speelde hij zijn eerste kwalificatiewedstrijd voor het EK 1992. Tussen 1990 en 1995 speelde Bonini negentien interlands voor San Marino. Hij kwam met de dwergstaat nooit uit op een eindtoernooi.

### Bondscoach
Als opvolger van Giorgio Leoni had Bonini acht duels de leiding over de nationale ploeg. Zijn eerste duel was de WK-kwalificatiewedstrijd op 2 juni 1996 in Serravalle tegen Wales. De bezoekers wonnen dat treffen met 5-0 door doelpunten van Andrew Melville, Mark Hughes (2), Ryan Giggs en Mark Pembridge.
| Interlands San Marino onder leiding van Massimo Bonini | Interlands San Marino onder leiding van Massimo Bonini | Interlands San Marino onder leiding van Massimo Bonini | Interlands San Marino onder leiding van Massimo Bonini | Interlands San Marino onder leiding van Massimo Bonini | Interlands San Marino onder leiding van Massimo Bonini |
| #                                                      | Datum                                                  | Locatie                                                | Wedstrijd                                              | Uitslag                                                | Competitie                                             |
| ------------------------------------------------------ | ------------------------------------------------------ | ------------------------------------------------------ | ------------------------------------------------------ | ------------------------------------------------------ | ------------------------------------------------------ |
| 1                                                      | 02.06.1996                                             | Serravalle, San Marino                                 | San Marino – Wales                                     | 0 – 5                                                  | WK-kwalificatie                                        |
| 2                                                      | 31.08.1996                                             | Cardiff, Wales                                         | Wales – San Marino                                     | 6 – 0                                                  | WK-kwalificatie                                        |
| 3                                                      | 09.10.1996                                             | Serravalle, San Marino                                 | San Marino – België                                    | 0 – 3                                                  | WK-kwalificatie                                        |
| 4                                                      | 10.11.1996                                             | Istanboel, Turkije                                     | Turkije – San Marino                                   | 7 – 0                                                  | WK-kwalificatie                                        |
| 5                                                      | 29.03.1997                                             | Amsterdam, Nederland                                   | Nederland – San Marino                                 | 4 – 0                                                  | WK-kwalificatie                                        |
| 6                                                      | 30.04.1997                                             | Serravalle, San Marino                                 | San Marino – Nederland                                 | 0 – 6                                                  | WK-kwalificatie                                        |
| 7                                                      | 07.06.1997                                             | Brussel, België                                        | België – San Marino                                    | 6 – 0                                                  | WK-kwalificatie                                        |
| 8                                                      | 10.09.1997                                             | Serravalle, San Marino                                 | San Marino – Turkije                                   | 0 – 5                                                  | WK-kwalificatie                                        |

## Erelijst

### Met clubteams
- Winnaar Italiaans landskampioen: 1982, 1984, 1986 (Juventus)
- Winnaar Italiaanse beker: 1983 (Juventus)
- Winnaar Europacup I: 1985 (Juventus)
- Winnaar Europacup II: 1984 (Juventus)
- Winnaar Europese Supercup: 1984 (Juventus)
- Winnaar Wereldbeker: 1985 (Juventus)

### Persoonlijke prijzen
- UEFA Gouden Speler: San Marino 2004